# Љ
Љ, љ は、キリル文字のひとつ。マケドニア語とセルビア語で使われる。л と ь の合字に由来する。

## 呼称
- マケドニア語：エリェー/リェー
- セルビア語：エリェー/リェー

## 音素
マケドニア語では、/l/、/ʎ/ を、セルビア語では /ʎ/ を表す。

## アルファベット上の位置
マケドニア語の第15字母、セルビア語の第14字母である。

## Љに関わる諸事項
- ラテン文字ではクロアチア語・スロベニア語の表記法に従ってljと表記するのが一般的である。

## 符号位置
| 大文字 | Unicode | JIS X 0213 | 文字参照        | 小文字 | Unicode | JIS X 0213 | 文字参照        | 備考 |
| ------ | ------- | ---------- | --------------- | ------ | ------- | ---------- | --------------- | ---- |
| Љ      | U+0409  | ‐          | &#x409; &#1033; | љ      | U+0459  | ‐          | &#x459; &#1113; |      |